# 井之頭通

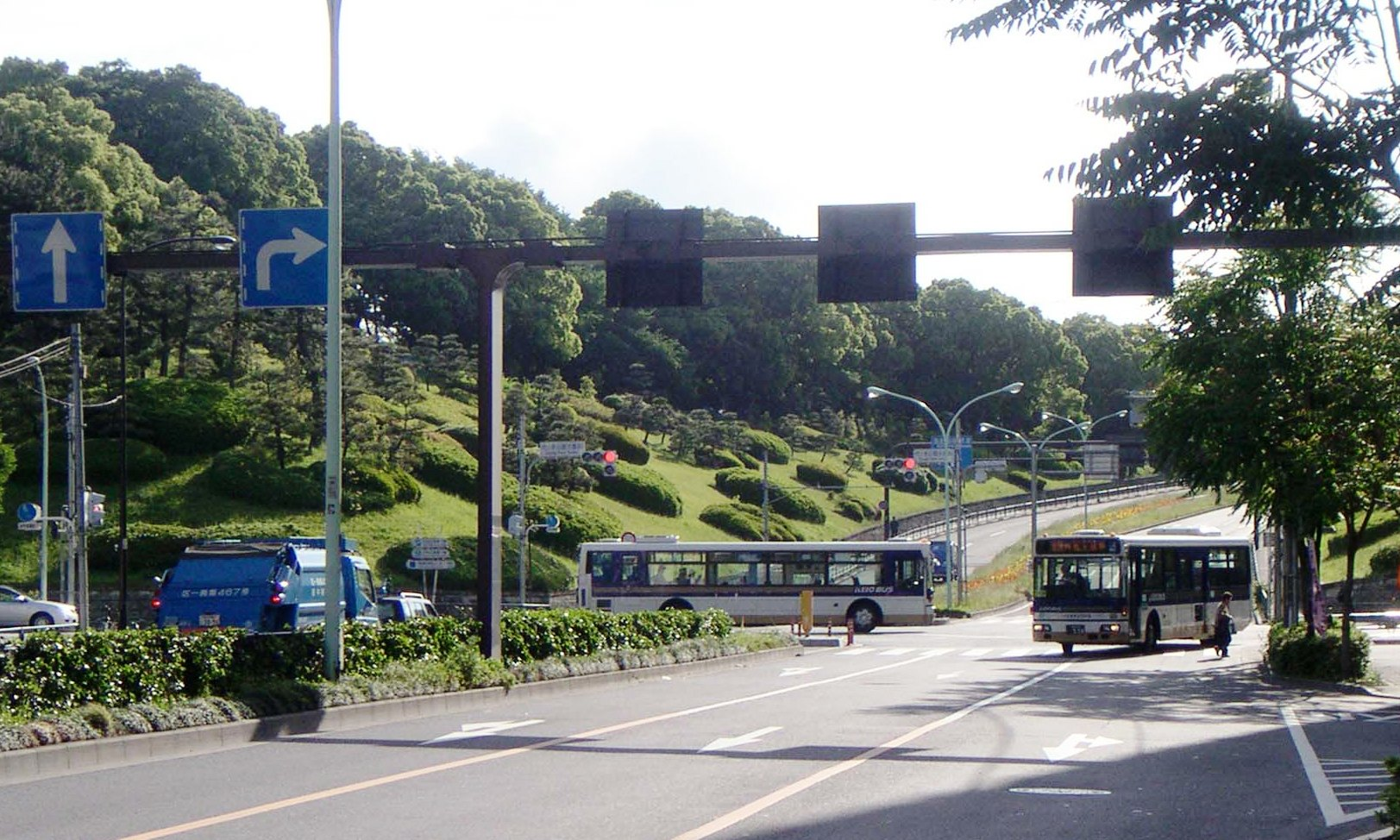
井之頭通（澀谷區富谷、代代木公園附近）

井之頭通（日语：／）是東京都澀谷站前至武藏野市境淨水場的道路名稱。一般日文寫作「井ノ頭通り」或「井の頭通り」。

## 起點、終點
- 起點：東京都澀谷區宇田川町（澀谷站前附近）
- 終點：武藏野市關前五丁目（境淨水場附近）

## 概要
大半路段是直線。因利用境淨水場至和田堀給水所的水管土地，過去又稱水道道路，之後前首相近衛文麿命名為井之頭街道，後東京都更名為井之頭通。
本道路在管理上可分為三個路段。
1. 澀谷區道（澀谷站前附近 - 代代木公園交番前交差點）
2. 東京都道413號赤坂杉並線（濱田山一帶的路段與東京都道14號新宿國立線重複）：澀谷區代代木公園交番前交差點 - 杉並區環八井之頭交差點
3. 東京都道7號杉並秋留野線（日语：東京都道7号杉並あきる野線）：環八井之頭交差點 - 武藏野市關前五丁目交差點

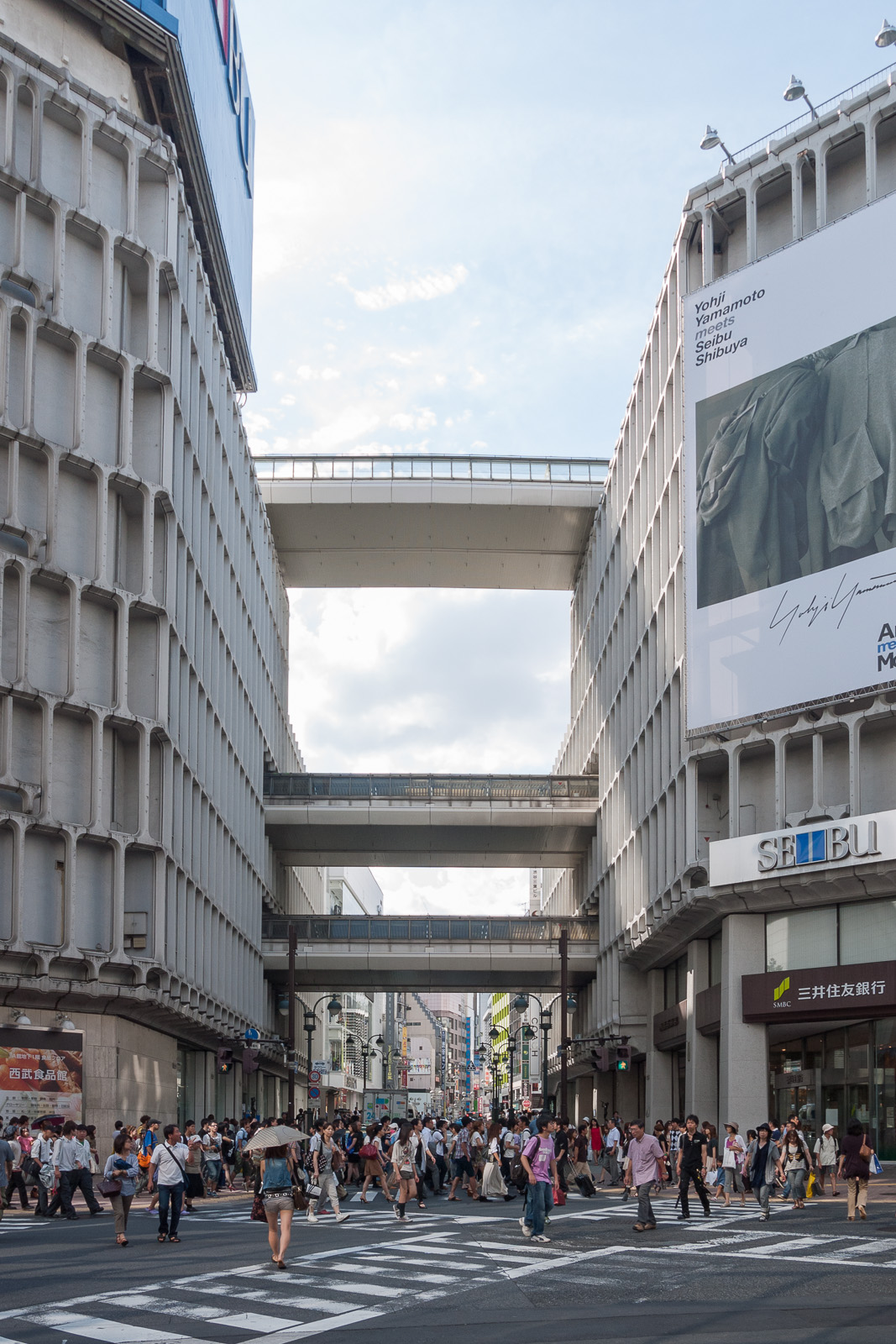
井之頭通起點

上述第一條路段因通過東急手創館（東急Hands）前，又稱「Hands通」（ハンズ通り）。

## 備註
1. ↑  通りの名前 （页面存档备份，存于） 渋谷区ウェブサイト、平成23年4月17日閲覧